# Charles Pfleger
Karl Pfleger, né le 6 octobre 1883 à Dachstein en en Alsace et mort le 7 avril 1975 à Strasbourg, est un théologien, philosophe, essayiste et chanoine franco-allemand.

## Biographie
Après le lycée, Charles Pfleger entre au séminaire de Strasbourg en 1902. En 1908, il est ordonné prêtre. Il est d’abord vicaire à Brumath, puis, de 1919 à 1937 pasteur à Bilwisheim et, de 1937 à 1952 à Behlenheim, deux localités de moins de 200 habitants à l'époque. Le centre de son travail est son engagement littéraire. Pour cela, il a reçu les titres de chanoine, Prélat et docteur en théologie ainsi que le Prix de la culture du Rhin supérieur .

## Parcours
Charles Pfleger a essayé d'apporter la littérature moderne aux chrétiens catholiques de son temps. Il était familier avec de nombreux écrivains de la littérature mondiale, en particulier avec Schelling, Schopenhauer et Nietzsche en philosophie. Plus tard, il a largement diffusé les pensées du jésuite Teilhard de Chardin .
Charles Pfleger a travaillé pour le magazine Der Elsässer de 1907 à 1975 et pour le magazine Die Seele, qui existait de 1919 à 1962. En outre, était un employé du dimanche chrétien, plus tard continué comme chrétien dans le présent . Il a également écrit d'innombrables articles dans de nombreux magazines catholiques et de nombreux livres.

## Ouvrages
- À l'ombre du clocher de l'église. Les expériences silencieuses d'un pasteur de village, Paderborn 1932 (41952)
- Esprits luttant pour le Christ, Salzbourg - Leipzig 1934 (7. Ed. Heidelberg 1959)
- The Christocentric Longing, Alsatia Verlag, Colmar 1945 (Nnouvelle édition révisée, The harding christocentrics, Freiburg 1964)
- Dialogue avec Peter Wust, Heidelberg 1949 (21953)
- Les Jours riches, Münster 1951 (31964)
- Seul le confort mystérieux, Francfort 1957 (21959)
- Scout de la profondeur de l'existence, Francfort 1959 (21960)
- Christian upwing, Francfort 1963 (21965)
- Récit fidèle d'un vieil homme, Francfort 1967 (21968)
- Joie du Christ. Sur les chemins de Teilhard de Chardins, Francfort 1973 (21974)  (ISBN 3-7820-0305-5)
- Fin de vie, Francfort 1975  (ISBN 3-7820-0331-4)